# Boali Sub-Prefecture
Boali Sub-Prefecture är en subprefektur i Centralafrikanska republiken.   Den ligger i prefekturen Ombella-Mpoko, i den sydvästra delen av landet, 70 km nordväst om huvudstaden Bangui.
I omgivningarna runt Boali Sub-Prefecture växer huvudsakligen savannskog. Runt Boali Sub-Prefecture är det mycket glesbefolkat, med 5 invånare per kvadratkilometer.